# Distrito histórico de Riverview (Selma)
El Distrito Histórico de Riverview es un distrito histórico ubicado en Selma, Alabama, Estados Unidos.

## Historia y descripción
El distrito tiene una extensión de 86 acres (34,8 ha) y está delimitado por la avenida Selma, las calles Satterfield y Lapsley, y el río Alabama. El distrito incluye ejemplos arquitectónicos como el neotudor, neocolonial británico, american craftsman y varios estilos reina ana (stick, eastlake y shingle).
El distrito es principalmente residencial, contiene 204 propiedades contribuyentes y 54 propiedades no contribuyentes. Es representativo de la prosperidad de la gente de la ciudad a principios del siglo XX. Esta época marcó un período de gran crecimiento para la población de clase media y trabajadora. El distrito se agregó al Registro Nacional de Lugares Históricos el 28 de junio de 1990.